# 감옥 폐지 운동
감옥폐지운동은 감옥 제도를 줄이거나 없애고 처벌과 정부 제도화 대신, 재활 시스템으로 대체하고자하는 단체와 활동가들의 느슨한 네크워크이다.
이것은 구금시절 내부 상태를 개선하고자하는 구금시설 개혁과는 구별된다. 그러나 교소도에 덜 의존한다면 과밀을 줄임으로서 재소자들의 상태를 개선할 수 있다.:3
감옥폐지론의 지지자들은 독방 감금과 사형제를 반대하며 새로운 감옥 건설을 반대하는 등의 비개혁주의적 노선을 취한다. 아나키스트 블랙 크로스 같은 일부 조직의 경우 정부가 통제하는 또다른 체제로 대체하길 원하지 않으며, 감옥의 완전한 폐지를 추구한다. 많은 아나키스트 조직들은 최선의 정의가 사회계약과 회복적 정의로부터 자연스럽게 탄생한다고 믿는다.

## 감옥 폐지에 대한 옹호
저명한 사회운동가 안젤라 데이비스(Angela Davis)는 감옥산업에 대하여 거리낌없이 비판하며, 폐지운동을 공개적으로 지지했다. 그는 다음과 같이 주장했다. “대규모 구금은 실업에 대한 해결책이 아니며, 급속도로 늘어나는 감옥과 감옥 네트워크 뒤에 숨은 다양한 사회문제를 해결하기 위한 해답도 아니다. 그러나 역사적인 기록이 구금 시설이 작동하지 않는다는 것을 분명히 보여주었음에도, 대다수의 사람들은 감옥이 효력이 있다는 믿음에 의해 기만당해왔다.” 이 운동에 대한 그의 관심은 감옥 산업폐지 운동 단체들과의 긴밀함에 의해 입증된다.
Critical Resistance는 안젤라 데이비스와 루스 윌슨 길모어(Ruth Wilson Gilmore)가 공동 설립한 단체이다. 이들은 “사람들을 감금하고 통제하는 것이 우리를 보호하는 것이라는 신념에 도전함으로써, 감옥 산업을 종식시키고자 하는 국제 운동”이라고 자신을 묘사한다.  비슷한 동기를 가진 단체로는 Prison Activist Resource Center (PARC)이 있는데 이들은 “특히 감옥산업 내에서의 제도화된 모든 인종차별, 성차별, 장애인차별,이성애중심주의 계급차별등에 반대하는 것에 헌신한다”라는 입장을 표명했다. Black & Pink같은 단체는 LGBTQ와 HIV 보균 수감자의 권익에 중점을 두는 폐지론 조직이다. 또한 Human Rights Coalition은 2001년 감옥 폐지를 그들의 목표로 삼았으며, California Coalition for Women Prisoners는 감옥산업을 폐지하고자 하는 풀뿌리 조직이다. 이 외에도 다른 형태의 사법체계를 원하는 여러 조직이 추가될 수 있을 것이다.
루스 모리스(Ruth Morris)가 1983년에 토론토에서 첫번째 행사를 조직한 이후, International Conference on Penal Abolition(ICOPA)는 투옥과 형벌 구금에 반대하는 활동가, 학자 그리고 저널리스트들을 전세계에 걸쳐 이끌어들였고, 감옥 폐지운동의 현실을 둘러싼 세가지 중요한 현실을 논의 했다. 이들은 미국의 Critical Resistance와 유사했지만, 명시적으로 국제적인 범위의 의제를 택했다.
아나키스트는 모든 형태의 국가 통제를 폐지하길 원하며 투옥은 이중 극명한 사례로 파악한다. 아나키스트들은 대부분의 재소자들이 비폭력 범죄자라는 것을 지적한다. 이 중 상당 수는 주로 빈곤층과 소수민족이며, 감옥은 이들을 재활시키지 않으며 그들을 더욱 악화시키는 것이라고 주장한다. 결과적으로 감옥폐지운동은 대체로 인도적 사회주의, 아나키즘 그리고 반권위주의 정치운동과 밀접하게 연관된다.
2015년 8월 전국변호사 협회(National Lawyers Guild)는 감옥폐지에 호의적인 결의안을 채택했다.

## 제안된 개혁과 대안들

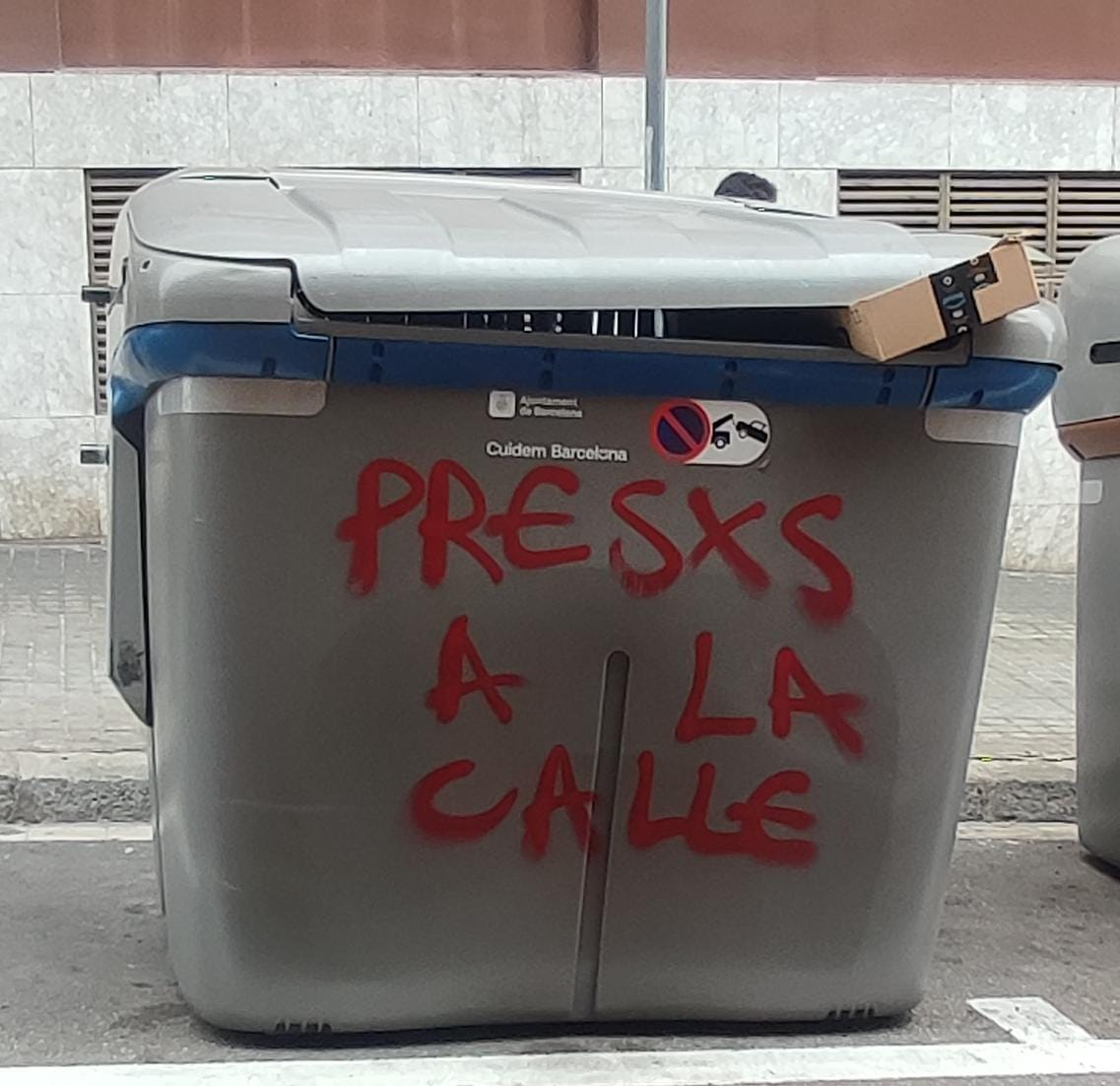
수감자의 자유를 옹호하는 바르셀로나의 스페인어 그래피티.

감옥 개혁과 구금 시설에 대한 대안은 그들의 정치적 신념에 따라 크게 다르게 나타나는데, 다음과 같은 것들을 예로들 수 있다.
- 형벌제도 개혁
  - 징역을 가석방, 집행유예 또는 피해자와 공동체에 대한 배상으로 대체
  - 강제적인 최소형량 선고의 폐지로 형기 축소
  - 감옥 인구의 민족 차이 축소

- 감옥 조건 개혁
- 처벌보다 예방에 중점을 둠
- 수감자의 수를 늘리는 특정한 프로그램(피해자 없는 범죄)의 폐지, 예를 들면, 약물금지(미국의 경우 마약과의 전쟁), 총기 규제, 성노동 금지법, 음주제한 등이 있다.
- 감옥제도의 문제점을 모르는 사람들을 위한 교육프로그램
- 오심 사례에 대하여 맞서는 것

유엔 마약범죄 사무소는 사법정의에 대한 소책자물들을 만들었다. 그중 Alternatives to Imprisonment라는 글은 투옥의 남용, 특히 사소한 범죄로 투옥된 이들에 대하여 어떻게 근본적인 인권문제에 영향을 주는지 지적한다.
샌디에고 캘리포니아 대학의 SAMI (Massive Incident Against Mass Incarceration)와 같은 사회정의 옹호 단체들은 스칸디나비아 국가인 스웨덴과 노르웨이등이 징벌보다는 재활에 중점을 두고 있다는 점에서 성공적인 감옥 개혁사례라고 언급한다. 스웨덴의  Prison and Probation Service 국장 Nils Öberg에 따르면 투옥자체가 충분한 처벌로 간주되기 때문에 스웨덴인 사이에 호응을 얻는다고 한다. 이런 재활에 대한 강조는 경험이 풍부한 범죄학자와 심리학자에 의해 주도되며 재소자의 정상적인 활동의 촉진에 중점을 둔다. 이런 정책은 노르웨이가 세계에서 가장 낮은 재범률인 20%를 기록하게 만들었는데 이것은 가장 높은 수치의 재범률인 미국의 76.6%와는 대조를 이룬다. 스칸디나비아의 수감 방법은 성공적인 것으로 간주되는데, 2011년과 2012년 사이 수감률이 6%감소했다.

## 같이 보기
- 형벌노동
- 징용
- 형벌부대
- 엠마 골드만